# Bauta
Bauta – miasto i gmina w zachodniej części Kuby.
Liczba mieszkańców gminy w 2003 roku wynosiła ok. 43 tys.